# Sweet (zespół muzyczny)
The Sweet (lub Sweet) – angielski zespół muzyczny utworzony w 1968 w Londynie.
Zespół powstał w roku 1968, początkowo pod nazwą Sweetshop. Sukces osiągnął dzięki współpracy z duetem kompozytorsko-producenckim Chinn-Chapman. Największe przeboje: „Blockbuster”, „Ballroom Blitz”, „Teenage Rampage”, „The Sixteens”, „Fox On The Run”.

## Muzycy
- Brian Connolly – śpiew (1968-1979)
- Steve Priest – gitara basowa (1968-1982)
- Mick Tucker – perkusja (1968-1982)
- Andy Scott – gitara (1970-1982)
- Mick Stewart – gitara (1969-1970)
- Frank Torpey – gitara (1968-1969)

## Dyskografia
- 1971 Funny How Sweet Co-Co Can Be
- 1974 Sweet Fanny Adams
- 1974 Desolation Boulevard
- 1975 Strung Up
- 1976 Give Us a Wink
- 1977 Off the Record
- 1978 Level Headed
- 1979 Cut Above The Rest
- 1980 Waters Edge
- 1982 Identity Crisis